# Guerre du sandwich au poulet

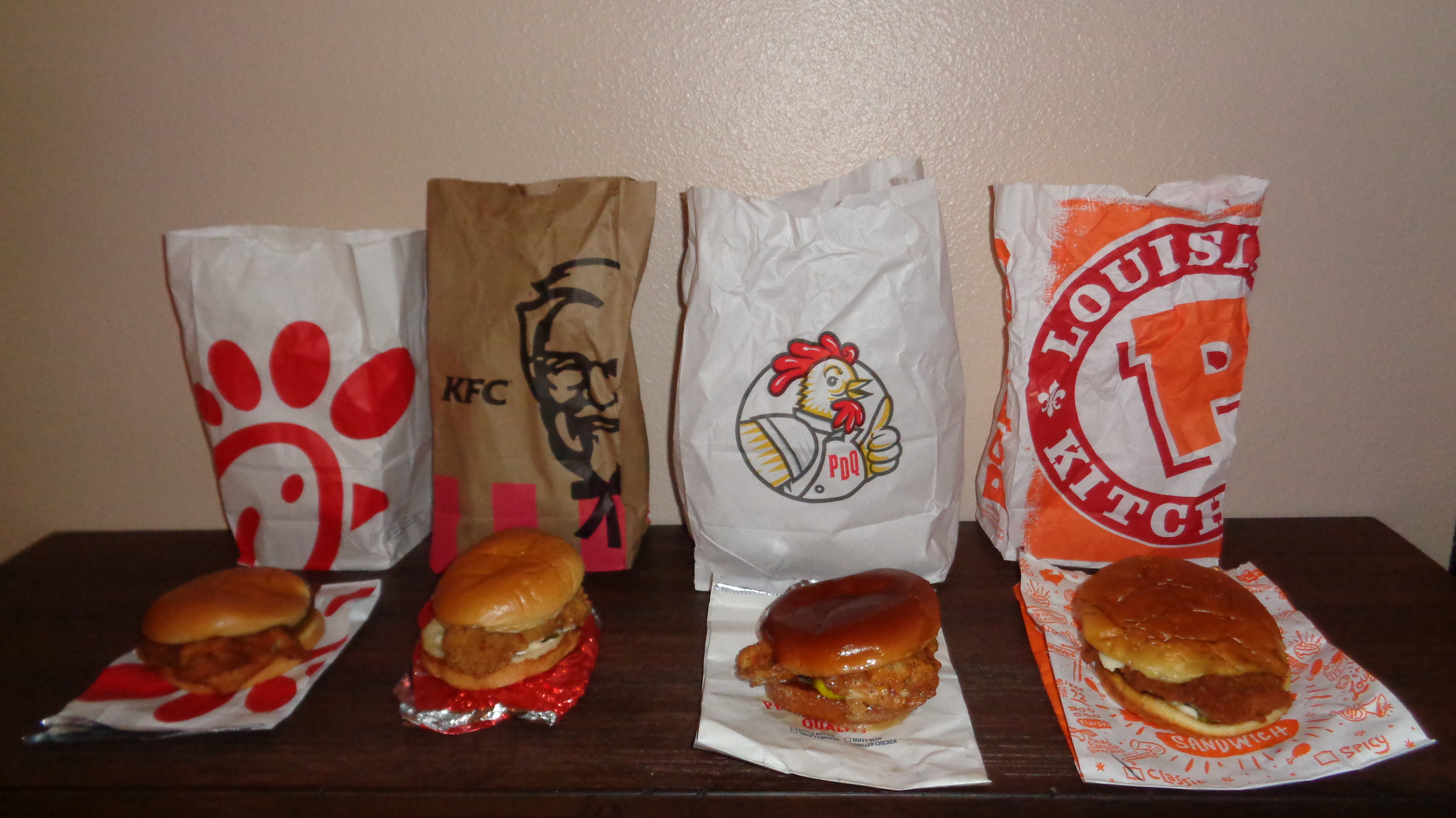
Comparaison de sandwichs au poulet frit de Chick-fil-A, KFC, PDQ, et Popeyes en 2019.

La guerre du sandwich au poulet est une tendance marketing s'étant déroulée de 2019 à 2021 durant laquelle un grand nombre de chaînes de restauration rapide américaines ont introduit des sandwichs au poulet frit dans leurs menus. Le phénomène commence en 2019 lorsque Popeyes et Chick-fil-A se disputent pour savoir lequel d'entre eux a été le premier à offrir un tel sandwich. Plus de 20 chaînes de restauration rapide américaines ont ajouté des sandwichs au poulet frit à leurs menus au cours des deux années suivantes.

## Histoire

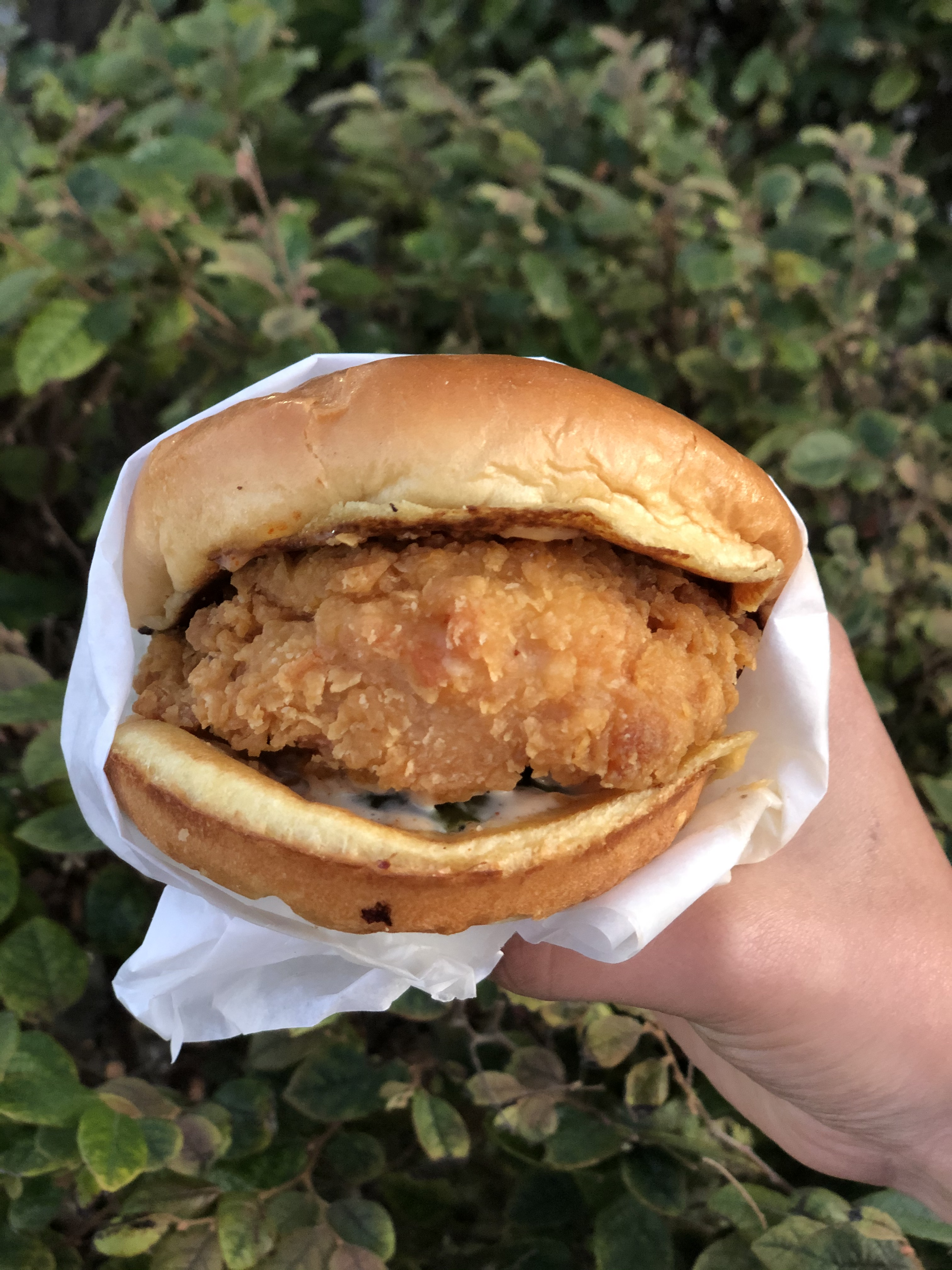
Popeyes lance son sandwich au poulet frit en 2019.

### Lancement du sandwich au poulet de Popeyes
Le 12 août 2019, Popeyes introduit un sandwich au poulet frit dans son menu, un ajout qui incite Chick-fil-A (une chaîne qui a vu sa part de marché augmenter au XXIe siècle, soutenue par la consommation croissante de poulet aux États-Unis) à affirmer, dans un tweet, que son propre sandwich au poulet frit est antérieur à celui de Popeyes.

### Face-à-face sur les réseaux sociaux
Un tête-à-tête sur les réseaux sociaux entre les deux chaînes de restaurants s'ensuit et, selon le New York Times, « captive Internet pendant… [une] semaine et demie,, ».

### Impact sur les ventes et  réactions de la concurrence
À la fin de l'année 2019, Popeyes enregistre une augmentation de ses ventes de 38 %, largement attribuée à son nouveau sandwich au poulet. Dans un épisode de novembre de l'émission comique Saturday Night Live, Harry Styles joue dans un sketch parodiant la popularité du sandwich au poulet de Popeyes.
En réponse à la popularité du nouveau sandwich de Popeyes, d'autres chaînes de restauration rapide ajoutent ou élargissent leur offre de sandwichs au poulet frit dans leurs propres menus. En janvier 2021, plus de 20 chaînes de restauration rapide américaines ont introduit ou ressorti des sandwichs au poulet. En plus de Popeyes et Chick-fil-A, elles comprennent : Golden Chick (en), KFC, Fatburger (en), Church's Chicken, Wendy's, BurgerFi (en), Zaxby's (en), Momofuku (en), Jack in the Box, Sonic, Carl’s Jr., Shake Shack, Boston Market, McDonald's, Pollo Campero (en), Taco Bell (qui lance son Chicken Sandwich Taco), Bojangles, Panera Bread, Burger King et Panda Express (qui lance son Orange Chicken Sandwich).

### Coup marketing et trêve
Lors d'un coup marketing en juillet 2021, Airheads (en) lance également un sandwich au poulet en édition limitée, en collaboration avec le restaurant de Chicago Frances' Deli & Brunchery. Il est servi sur un petit pain fait à partir de bonbon aigre. Popeyes appelle à une trêve le 28 juillet 2021, dans le cadre d'une promotion pour un menu de 8 nuggets de poulet baptisée « We Come in Piece ». La chaîne achète en outre pour 1 000 000 $ de nuggets de poulet à ses concurrents et en fait don à la Second Harvest Food Bank of Greater New Orleans and Acadiana.

### Situation après 2021
La guerre du sandwich au poulet devient « moins intense » après 2021 et les préférences des consommateurs pour les sandwichs au poulet ont peu changé depuis cette date. Christine McCracken, analyste des protéines chez Rabobank, émet l'hypothèse que le prix élevé du bœuf pourrait entraîner une résurgence du conflit.

## Impact économique
Selon Edison Trends, « les dépenses des commandes en ligne pour les sandwichs au poulet dans tous les restaurants de cette analyse ont augmenté de 420 %, entre janvier 2019 et décembre 2020 ». Cela est probablement dû au passage aux commandes en ligne pendant la pandémie de Covid-19. En avril 2021, les franchisés McDonald's vendent environ 262 sandwichs au poulet par jour.
En raison de l'intensité de la guerre du sandwich au poulet, combinée aux perturbations existantes de la chaîne d'approvisionnement provoquées par la pandémie de COVID-19 aux États-Unis, des pénuries de poulet sont signalées aux États-Unis à partir du printemps 2021. Le National Chicken Council cherche à apaiser les inquiétudes du public concernant les perturbations de l'approvisionnement en volaille du pays, un porte-parole du conseil déclarant en mai de cette année-là qu'il y a « une offre très limitée mais pas de pénurie ». Le même mois, le prix du poulet aux États-Unis atteint un record depuis trois ans, la flambée étant principalement attribuée par le journal Birmingham News à la guerre du sandwich au poulet. La chaîne Popeyes a, quant à elle, commencé à stocker du poulet en prévision d'une expansion prévue du menu d'été.

## Dans la culture populaire
- Le podcast My Brother, My Brother and Me (en) propose depuis 2016 un segment « Munch Squad » dans lequel Justin McElroy (en) lit des communiqués de presse et des supports marketing bizarres sur la nourriture pour provoquer un effet comique. À partir de 2019, le segment devient dominé par la guerre du sandwich au poulet[15].